# 수로학

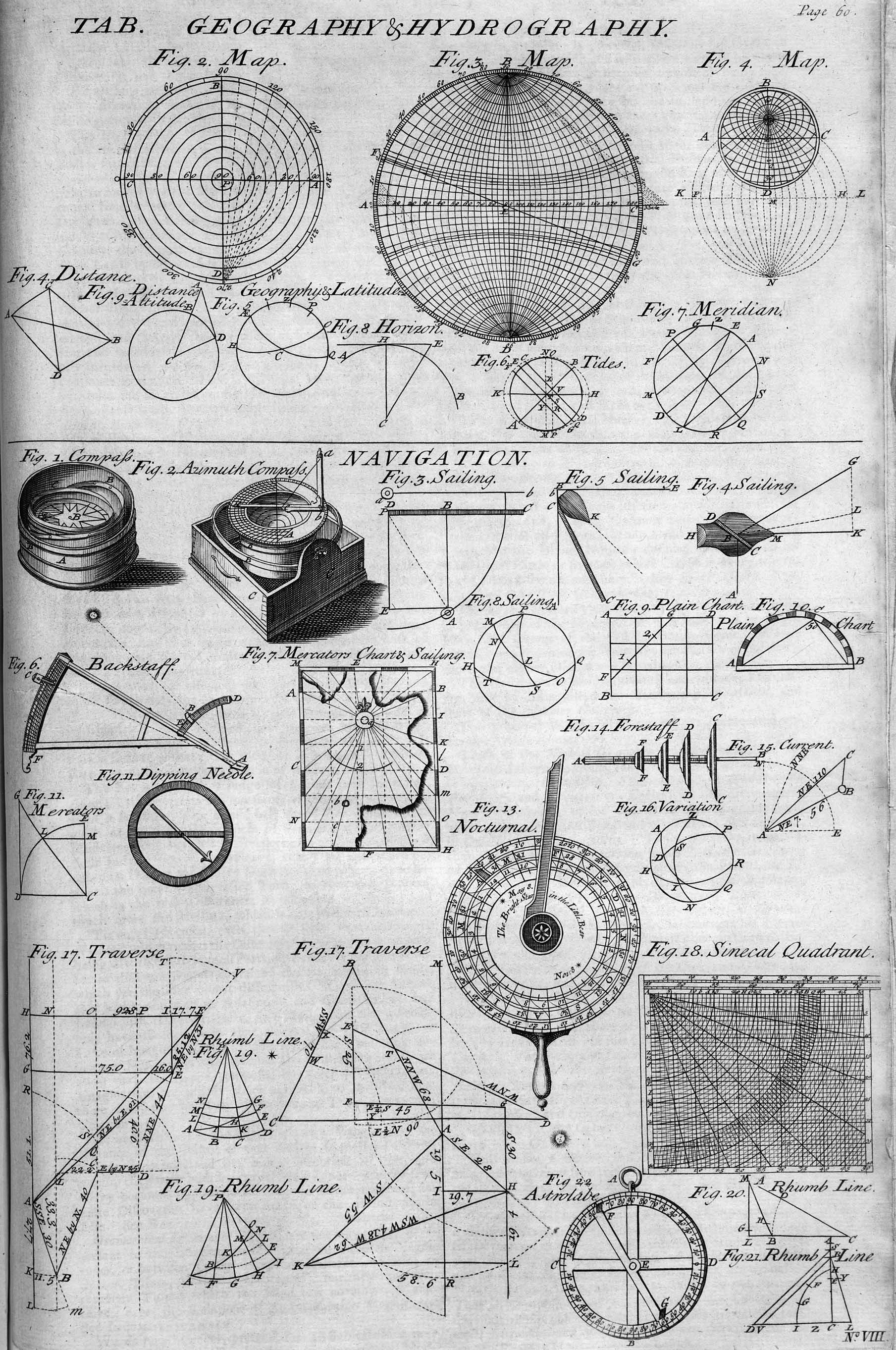

수로학(水路學, Hydrography)은 지구상에 존재하는 모든 물의 여러 가지 국면을 다루는 학문이다. 모든 물을 탐사하여 표를 만들고, 지구를 그리거나, 하천, 호소, 저수지, 얕은 못이나 깊은 못 등의 형상이나 위치 및 물리적 특성을 비롯하여 바람, 조류, 흐름 등의 양이나 방향 등을 기술하고 해석한다.

## 같이 보기
- 가뭄
- 물의 순환